# 朱穩
朱穩（1425年—？），字伯承，直隸徽州府婺源縣人，明朝政治人物。進士出身。

## 生平
應天府鄉試第一百十五名。天順元年（1457年）丁丑科會試第二百四十五名，殿試登進士第三甲第三十四名。

## 家族
曾祖朱域。祖父朱鏡。父亲朱湛。